# Сън (вестник)
Сън (на английски: The Sun) е таблоиден всекидневник, публикуван във Великобритания, Ирландия – най-четеният и с най-висок тираж вестник на английски език, който започва да излиза с 3 107 412 копия на ден през първата половина на 2006 г. (ЮЕсЕй Тудей, най-добре продавания в САЩ вестник е с 2 270 000). Издава се от Нюз Груп Нюзпейпърс на Нюз Интернешънъл, собственост на Рупърт Мърдок Нюз Корпорейшън.

## Сън преди Мърдок
Сън стартира през 1964 г. като замества Дейли Хералд, в който Мирър Груп взема 51% участие, когато закупува Одхам Прес през 1961 г. Хералд, 49% притежаван от Трейдс Юниън Конгрес и обвързан с подкрепата на политиката на Лейбъристите, като продава над 1,4 милиона копия на ден по време на промяната. Но неговите застаряващи читатели от работническата класа стават неатрактивни за рекламодателите и притежателите на вестника (които през 1963 променят името на тяхното издателска империя на Интернешънъл Пъблишинг Корпорейшън) не искали Херълд да се състезава с Мирър. Маркетингово проучване, направено от Марк Абрамс показало, че има търсене повече за средностатистически ляво-центристки ежедневник, които да отразяват промените в британската демография, и ИПК придумва ТЮК да си продаде дяла, за да бъде пуснат на пазара Херълд като Сън.
Пуснатият наново вестник не оправдава очакванията на ИПК, циркулацията продължава да спада и скоро започва да губи повече пари отколкото Херълд е губел откогато и да е било. През 1969, ИПК се отказва от всичко и решава да продаде губещия вестник на Рупърт Мърдок – решение, което съюзите подкрепят, понеже Мърдок обещал да запази работните места.

## Ранните години на Мърдок
Мърдок незабавно пуска вестника като таблоид, и го обвързва с Новини от Света, сензационалисткия неделен вестник, който е купил предната година. Сън използвал същите преси за печат и вестниците вече били организирани заедно от по-висши служители.

## Третата страница
Във всеки брой на трета страница, една от известните в този вестник, се публикуват снимки на голи до кръста една или повече млади жени. Тя е критикувана за порнография от феминистки и консервативни организации, тъй като някои от моделите са все още деца, на възраст между 16 и 17 години. За първи път тази страница се появява на 17 ноември 1969, тогава моделите били облечени с тесни фланелки за да се виждат формите на тялото им. За 35 години са публикувани снимките на почти 9000 жени почти без прекъсване (с много редки изключения, като например през следващите 4 дена след атентатите в Лондон на 7 юли 2005).